# Bernardo Vieira Ravasco
Bernardo Vieira Ravasco (1617 - 20 de Julho de 1697) foi secretário do estado e guerra do Brasil desde 1649, o que representava o segundo cargo mais importante na colônia, logo abaixo do governador-geral, e ainda provedor da Santa Casa da Misericórdia, era irmão do Padre Antonio Vieira.
O crescimento das secretarias de nomeação régia, no governo português, deu-se a partir do reinado de D. João IV de Portugal. Em seu reinado foram nomeados apenas dois secretários, um para o Estado da Índia e outro para o Estado do Brasil. Especificadamente para o Brasil, o cargo de Secretário foi dado pela primeira vez por provisão régia de 17 de Fevereiro de 1646, nos mesmos moldes do que havia sido instalado na Índia, «que tenha a seu cargo os papéis daquele governo com que se dará melhor expediente dos negócios e serem mais bem encaminhados, cessando os inconvenientes que se tem experimentado por não haver pessoa permanente neste ofício, nem arquivo em que se guarde os ditos papéis, ficando por esta causa os governadores que entram naquele Estado faltos de notícias dos negócios começados".
O primeiro secretário foi Bernardo Vieira Ravasco, que recebeu o cargo por provisão real da mesma data, para servir por espaço de três anos. Entretanto, em "satisfação dos serviços do seu irmão, o padre Antonio Vieira"   lhe foi concedido, a partir de 7 de Março de 1650, passar a servir o cargo sem limitação de tempo e com a possibilidade de transferir ao seu filho, Gonçalo Ravasco Cavalcanti de Albuquerque.
De gênio forte como o irmão, Bernardo tomou posições que o levaram por duas vezes à prisão, apesar do cargo.
Quando o Padre Antonio Vieira estava preso nos calabouços da Inquisição em Coimbra à espera de sentença, em 1667, Bernardo estava no Brasil, proibido de se afastar dos seus aposentos por mais de um ano, acusado de conspiração contra o governador-geral D. Vasco Mascarenhas, conde de Óbidos. Em 1683, já o padre Antonio Vieira tinha regressado à Bahia, quando a família foi acusada de cumplicidade no assassinato do alcaide de Salvador pelo governador Antonio Sousa Meneses, o Braço de Prata. Bernardo sofreu mais dois anos de prisão encarcerado entretanto em dois conventos, onde partilhou a detenção com o poeta Gregório de Matos, o Boca do Inferno, acusado do mesmo crime.

## Descendência
Bernardo Vieira Ravasco, o irmão do Padre Antonio Vieira, embora solteiro, teve dois filhos e uma filha de uma dama de boa família brasileira, D. Filipa Cavalcanti de Albuquerque. Filipa tinha uma irmã mais velha, Maria, por quem outro vulto extraordinário do século XVII português, D. Francisco Manuel de Melo, se apaixonou quando esteve degredado na Bahia durante pelo menos três anos, até 1658, e dela teve uma filha, Bernarda, cujo padrinho foi Bernardo Vieira Ravasco.
O 2ª filho de Bernardo e Filipa, que teria cargos públicos, foi batizado Gonçalo Ravasco Cavalcante e Albuquerque (ainda grafado Cavalcanti de Albuquerque). Em documentos do Arquivo Histórico Ultramarino, onde está depositado um atestado de 19 de Setembro de 1719 (cota antiga AHU_Baía,cx.10,cx.71, cota moderna AHU_ACL_CU_005,Cx.12,D.1050) é mesmo Gonçalo Ravasco Cavalcante e Albuquerque.